# Conservative Monday Club
The Conservative Monday Club (allmänt känt som the Monday Club) är en högerorienterad brittisk tankesmedja och lobbygrupp med kopplingar till Konservativa partiet. Gruppen grundades 1961 av fyra medlemmar i det konservativa partiet och förespråkar, vad de kallar för, "traditionella konservativa värderingar".  

## Medlemmar
1970 var 18 parlamentsledamöter medlemmar i klubben:
- Geoffrey Rippon (Hexham)
- Julian Amery (Brighton Pavilion)
- Ronald Bell QC (South Buckinghamshire)
- Harold Gurden (Selly Oak)
- Teddy Taylor (Glasgow Cathcart)
- John Peyton (Yeovil)
- Paul Williams (Sunderland South)[3]
- Duncan Sandys (Streatham)[3]
- Joseph Hiley (Pudsey)
- John Biggs-Davison (Chigwell)
- Stephen Hastings (Mid Bedfordshire)
- Victor Goodhew (St Albans)
- Wilfred Baker (Banffshire)
- Jasper More (Ludlow)
- Jill Knight (Edgbaston)
- Patrick Wall (Haltemprice)
- Mark Woodnutt (Isle of Wight)
- Sir Jerry Wiggin (Weston-super-Mare)